# Kamieniska
Kamieniska (też pol. Marłecz Stara, Brzeziny; do 1945 niem. Brachhorst) – osada w Polsce położona w województwie zachodniopomorskim, w powiecie goleniowskim, w gminie Goleniów.
Miejscowość wchodzi w skład sołectwa Modrzewie.

## Geografia

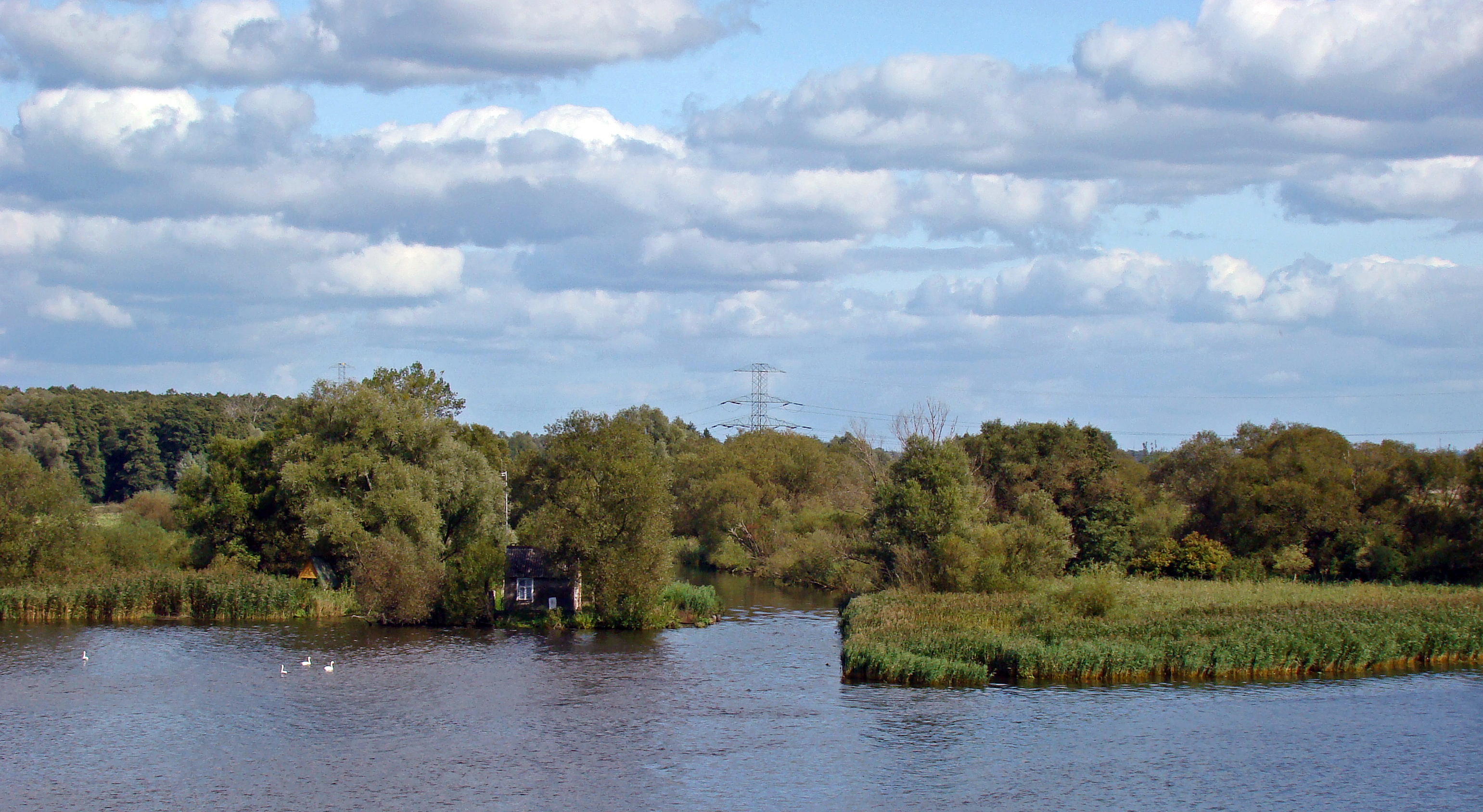
Kol. Kamieniska i ujście Iny do Odry (Domiązy)

Kamieniska znajdują się ok. 1 km na południe od Świętej. Znajdują się tam dwie zagrody, dawniej był tam cmentarz ewangelicki. Nieopodal znajdują się ruiny dawnego mostu na Inie prowadzącego do nieistniejącej już wsi Inoujście. Na tym odcinku rzeka jest szlakiem kajakowym Meandry Iny.
W latach 1975–1998 miejscowość administracyjnie należała do województwa szczecińskiego.